# Selenops ducke
Selenops ducke là một loài nhện trong họ Selenopidae.
Loài này thuộc chi Selenops. Selenops ducke được J. A. Corronca miêu tả năm 1996.